# Swartz, Louisiana
Swartz, Louisiana (енгл. Swartz) насељено је место без административног статуса у америчкој савезној држави Луизијана.

## Демографија
По попису из 2010. године број становника је 4.536, што је 289 (6,8%) становника више него 2000. године.
| Група             | 2000.         | 2010.         |
| Белци             | 3.840 (90,4%) | 3.596 (79,3%) |
| Афроамериканци    | 289 (6,8%)    | 780 (17,2%)   |
| Азијати           | 20 (0,5%)     | 47 (1,0%)     |
| Хиспаноамериканци | 69 (1,6%)     | 46 (1,0%)     |
| Укупно            | 4.247         | 4.536         |